# مجرة سومبريرو

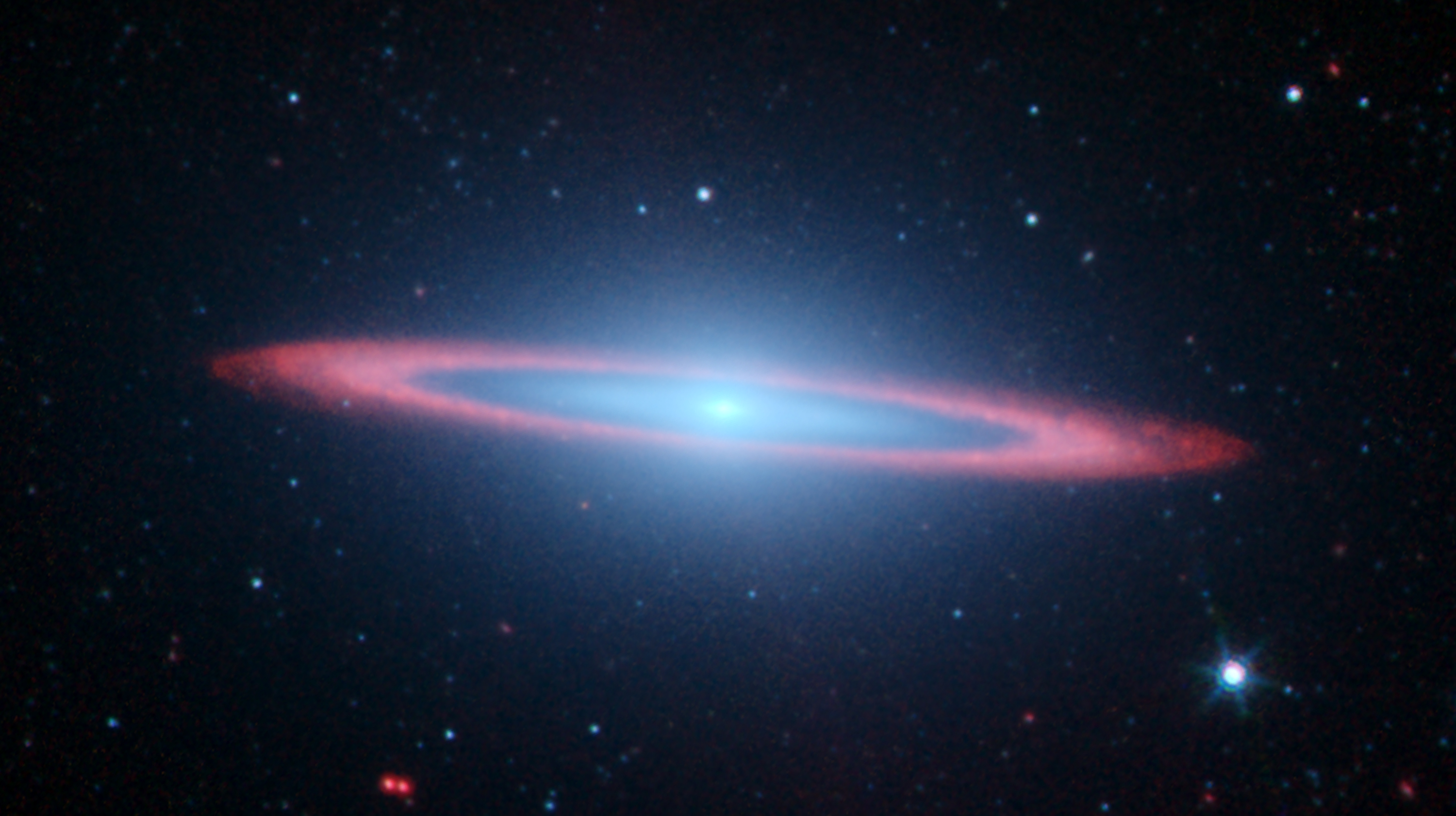
M104 بالأشعة تحت الحمراء

مجرة سومبريرو (المعروفة أيضًا باسم جرم مسييه 104 أو إم 104 أو إن جي سي 4594) هي مجرة مُحدبة تقبع في حدود كوكبة العذراء والغراب، وتبعد نحو 9.55 مليون فرسخ فلكي (31.1 مليون سنة ضوئية) عن الأرض. يبلغ قطر المجرة نحو 15 ألف فرسخ فلكي (49000 سنة ضوئية)، ويبلغ حجمها 30% حجم مجرة درب التبانة. تمتلك نواةً لامعة، ومركزاً منتفخاً بشكل غير عادي، وحزاماً غبارياً بارزاً في قرصها المائل. يعطي حزام الغبار المظلم والانتفاخ هذه المجرة مظهر يشبه قبعة سومبريرو. اعتقد علماء الفلك في البداية أن الهالة صغيرة وخفيفة، ما يعني أنها مجرة حلزونية، لكن تلسكوب سبيتزر الفضائي وجد أن حلقة الغبار حول مجرة سومبريرو أكبر وأضخم مما كان يُعتقد سابقًا، ما يعني أنها مجرة إهليجية عملاقة. يبلغ قدر المجرة الظاهري 8.0، ما يجعلها مرئية بسهولة باستخدام التلسكوبات العادية، ويعتبرها بعض المؤلفين المجرة ذات القدر المطلق المطلق الأعلى في حدود 10 ملايين فرسخ فلكي حول مجرة درب التبانة. يجذب انتفاخ مركزها الكبير وثقبها الأسود الفائق المركزي وحزامها الغباري انتباه علماء الفلك المحترفين.

## تاريخ رصدها

### الاكتشاف
اكتُشفت مجرة سومبريرو في 11 مايو عام 1781م من قبل بيير ميتشين، الذي وصفها في رسالة أرسلها في مايو عام 1783م إلى جاي برنولي، ونُشرت لاحقاً في مجلة برلين السنوية لعلم الفلك. قام تشارلز ميسييه بتدوين ملاحظة مكتوبة بخط يده حول هذا الجرم وخمس أجرام أخرى (تُعرف الآن باسم إم 104 حتى إم 109) في قائمة الأجرام الخاصة به المعروفة اليوم باسم فهرس ميسييه، ولكنها لم تُدرج «رسمياً» حتى عام 1921م. اكتشف ويليام هيرشل الجرم بشكل مستقل في عام 1784م ولاحظ أيضاً وجود «طبقة مظلمة» في قرص المجرة، تسمى الآن حزام الغبار. تمكن علماء الفلك لاحقاً من ربط ما رصده ميشين وهيرشل.

### إدراجها في فهرس ميسييه
في عام 1921، وجد كاميل فلاماريون قائمة أجرام ميسييه الشخصية بما في ذلك ملاحظاته المكتوبة بخط يده حول مجرة سومبريرو. أُدرِجت المجرة تحت رقم 4594 في الفهرس العام الجديد، وأعلن فلاماريون عن ضرورة إدراجها فهرس ميسييه. منذ ذلك الوقت، عُرفت مجرة سومبريرو باسم إم 104.

## حلقة الغبار
كما أُشير أعلاه، فإن الميزة الأكثر لفتاً للانتباه في هذه المجرة هي حزام الغبار الذي يعبر أمام مركز المجرة المنتفخ. هذا الحزام هو في الواقع حلقة متناظرة تحيط بانتفاخ المجرة. يقبع معظم غاز الهيدروجين الذري البارد والغبار داخل هذه الحلقة. قد تحتوي الحلقة أيضاً على معظم الغاز الجزيئي البارد لمجرة سومبريرو، على الرغم من اعتماد هذا الاستنباط على عمليات رصد ذات دقة منخفضة وكشوفات ضعيفة. يجب إجراء المزيد من عمليات الرصد لتأكيد ارتباط الغاز الجزيئي لمجرة سومبريرو بالحلقة. استنادًا إلى التحليل الطيفي للأشعة تحت الحمراء، تُعتبر حلقة الغبار الموقع الأساسي لتكون النجوم داخل هذه المجرة.

## نواة المجرة
صُنفت نواة مجرة سومبريرو على أنها منطقة خط انبعاثات نووي منخفض التأين (لاينر). هذه مناطق نووية يوجد فيها غاز مؤين، لكن الأيونات متأينة بشكل ضعيف (أي أن الذرات فقدت عددًا قليلًا نسبيًا من الإلكترونات). جرى مناقشة مصدر طاقة تأين الغاز في مناطق لاينر على نطاق واسع. قد تكون بعض أنوية لاينر اكتسبت طاقتها من النجوم الشابة الساخنة الموجودة في مناطق تكون النجوم، أو بفعل نوى مجرية نشطة (مناطق عالية الطاقة تحتوي على ثقوب سوداء فائقة). أظهر التحليل الطيفي للأشعة تحت الحمراء أن نواة مجرة سومبريرو ربما تكون خاليةً من أي نشاط فعال لتكون النجوم. مع ذلك، فقد حُدد وجود ثقب أسود فائق في نواة المجرة، لذلك من المحتمل أن تكون هذه النواة المجرية النشطة مصدر طاقة التأيين الضعيف لغاز مجرة سومبريرو.

## خصائص
مجرة السومبريرو لها نواة ساطعة، وحوصلة كبيرة بشكل غير عادي، وممر غبار بارز في القرص . ممر الغاز المعتم وحوصلة المجرة المنتفخة تعطي المجرة مظهر سومبريرو . وكان الاعتقاد السائد في البداية أن هالة المجرة صغيرة وبراقة، مما يدل على مجرة حلزونية، ولكن وجد مقراب سبيتزر الفضائي أن الهالة حول مجرة السومبريرو أكبر وأكثر ضخامة مما كان يعتقد سابقا، مما يدل على مجرة إهليلجية عملاقة. يبلغ القدر الظاهري لمجرة السومبريرو +8.0, مما يجعلها مرئية بسهولة بواسطة مقراب صغير .
وتصنف نواة مجرة سمبريرو كمنطقة خط أنبعاثات نووي منخفض التأين (لينر). ولقد رصد ثقب أسود هائل في النواة لذلك فإن هذه النواة المجرية النشطة هي على الأرجح مصدر الطاقة التي تأين وبوتيرة ضعيفة الغاز في مجرة السومبريرو.

## روابط خارجية
- مجرة السومبريرو بالأشعة تحت الحمراء
- مجرة سومبريرو على موقع ويكي سكاي: DSS2, SDSS, GALEX, IRAS, Hydrogen α, X-Ray, Astrophoto, Sky Map, Articles and images
- Hubble Mosaic of the Majestic Sombrero Galaxy (ESA)
- HubbleSite: The Majestic Sombrero Galaxy (M104)
- M104, the Sombrero Galaxy (NightSkyInfo.com) نسخة محفوظة 31 أكتوبر 2008 على موقع واي باك مشين.
- Messier 104 (SEDS)
- Sombrero Galaxy: A Great Observatories View
- M104 The Sombrero Galaxy
- Bauer، Amanda؛ Merrifield, Michael. "M104 – Sombrero Galaxy". Deep Space Videos. Brady Haran. مؤرشف من الأصل في 2019-06-02.
- Sombrero Galaxy (Messier 104) at Constellation Guide